# 潭子区

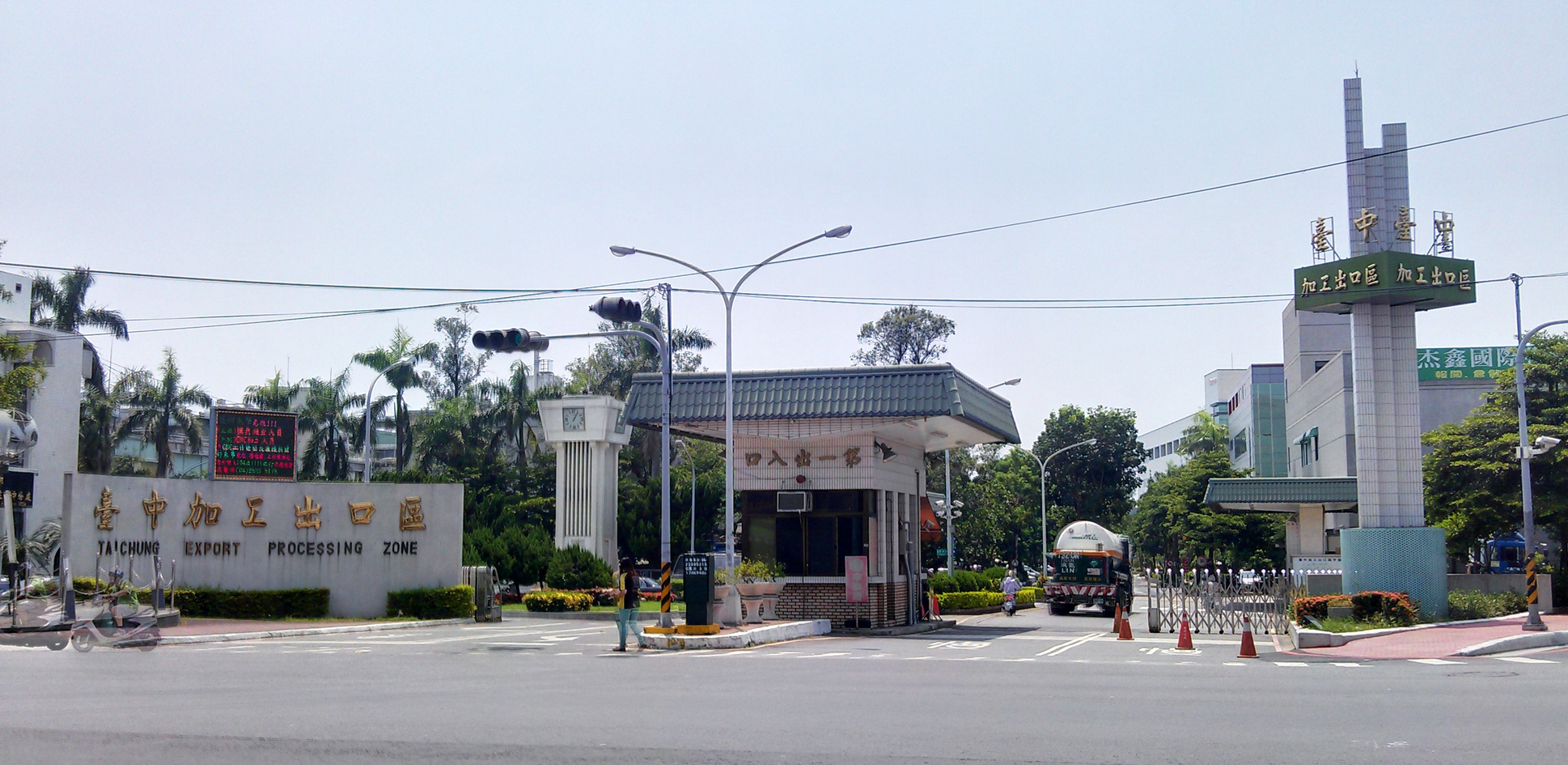
潭子科技産業園区

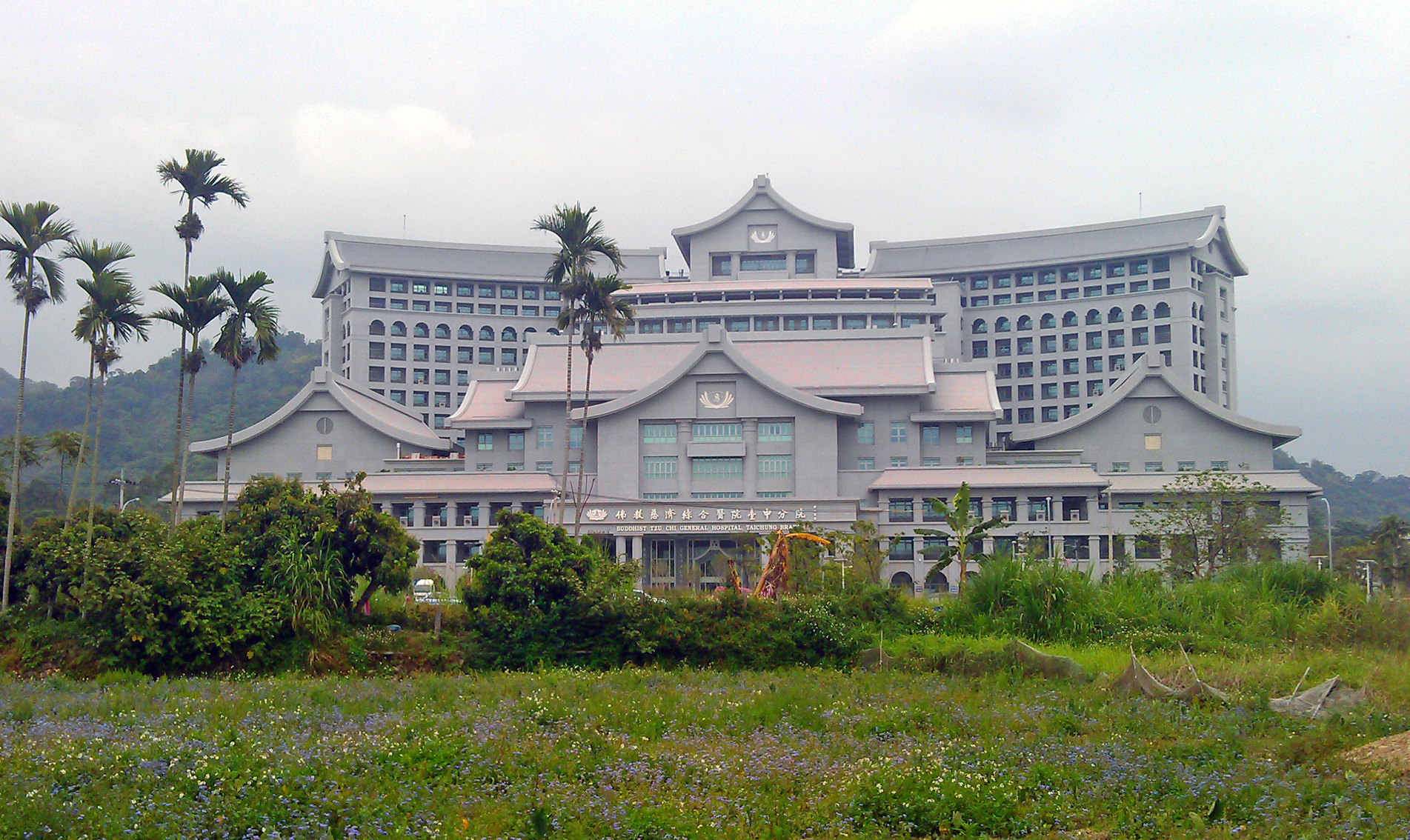
仏教慈済医療財団法人台中慈済分院

潭子区（タンズー/たんし-く）は台中市の市轄区。

## 歴史
潭子の旧称は「潭子墘」であり、1920年に「潭子庄」と改称され現在の地名となった。元来は拍宰海族の活動地域であり「阿里史社」と称されていた。当時は住人もまばらであったが、清代の康熙年間末になると漢人による入植が開始された。雍正年間には岸裡社通事の張達京著により大規模開発に着手「六館業戶」が成立し、その兄弟張達朝、張達標を初め同郷人を数多く入植させた。清初、潭子郷は諸羅県猫霧栜堡岸裡社に帰属していたが。雍正年間に彰化県が新設されると東、西堡に分割され、乾隆中期以降は栜東上、下堡と改称されて猫霧栜東上堡轄国に属した。1887年、福建台湾省が成立すると台中地区は台湾府附郭首県と改編され、潭子区は台湾県栜東上堡に帰属することとなった。 
日本による台湾統治が開始されると台中県が設置され、その下に弁務署が設置された。潭子は台中県葫蘆墩弁務署栜東上堡に帰属した。その後1902年に台中庁葫蘆墩支庁栜東上堡に、1920年7月には台中州豊原郡潭子庄と改編された。台湾の中華民国への編入後は台中県豊原区潭子郷となり、1950年に台中県潭子郷に改められ、下部行政区域として潭秀、潭北、潭陽、瓦瑤、頭家、甘蔗、東宝、大富、大豊、栗林、嘉仁、新田、聚興の13村を設置した。1990年9月1日に「瓦瑤村」を「福仁村」と改称し、更に2002年2月7日、「頭家村」を分割し新たに「頭家東村」、「家興村」、「家福村」を設置した。2010年12月25日の台中県市合併、直轄市昇格に伴い潭子区と改称されて現在に至る。

## 行政区
| 里 |
| --- |
| 大富里、大豊里、甘蔗里、東宝里、栗林里、家福里、家興里、福仁里、新田里、嘉仁里、潭北里、潭秀里、潭陽里、頭家里、頭家東里、聚興里 |

## 歴代区長
| 代 | 氏名 | 任期 |
| -- | ---- | ---- |

## 教育

### 高級中学
- 私立常春藤高級中学
- 私立弘文高級中学

### 国民中学
- 台中市立潭子国民中学
- 台中市立潭秀国民中学
- 私立弘文中学

### 国民小学
- 台中市立潭子国民小学
- 台中市立潭陽国民小学
- 台中市立僑忠国民小学
- 台中市立東宝国民小学
- 台中市立新興国民小学
- 台中市立頭家国民小学

## 交通

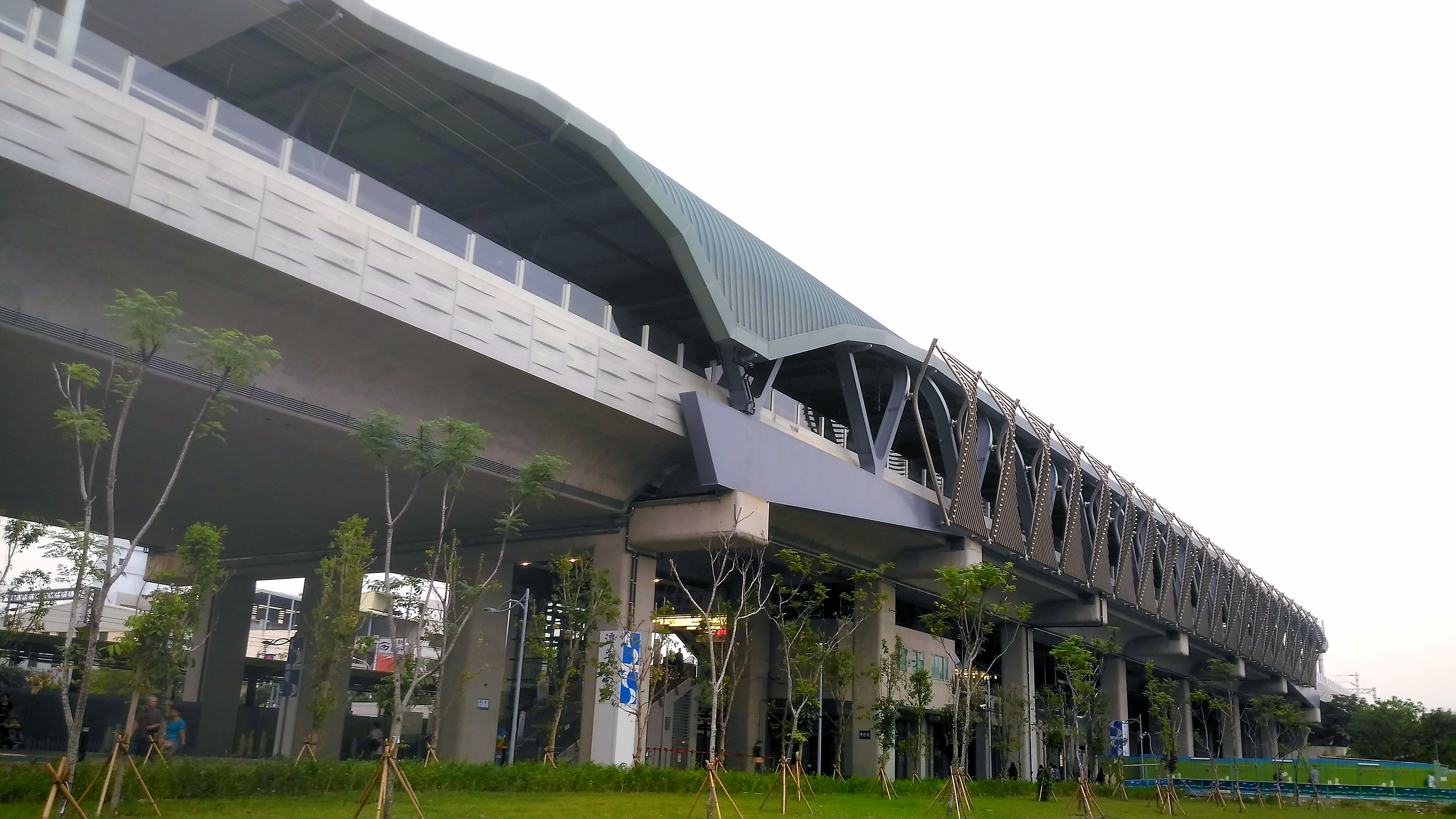
潭子駅

| 種別 | 路線名称 | その他                 |
| ---- | -------- | ---------------------- |
| 鉄道 | 台中線   | 栗林駅 潭子駅 頭家厝駅 |
| 省道 | 台3線    |                        |

## 観光

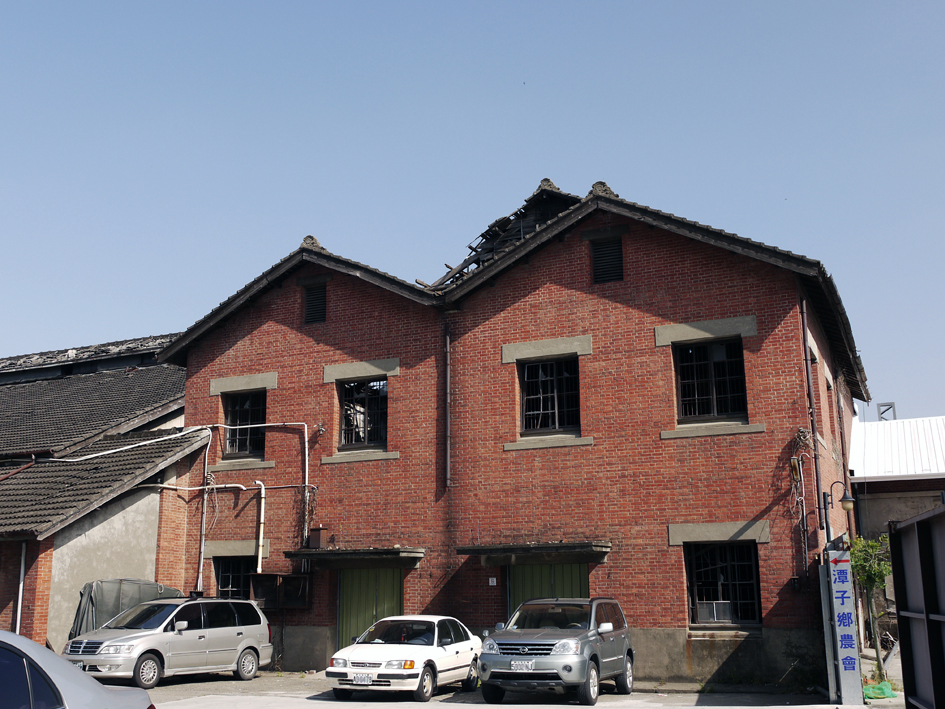
潭子農会穀倉

- 潭水亭観音媽廟（中国語版）
- 潭子糖廠（中国語版）
- 大豊里土地公廟
- 潭雅神自転車道（中国語版）
- 風動石登山歩道（中国語版）
- 潭子運動公園（中国語版）
- 摘星山莊（中国語版）
- 潭子農会穀倉（中国語版）